# Бактиарал
Бактиара́л (каз. Бақтыарал) — село у складі Бурлінського району Західноказахстанської області Казахстану. Входить до складу Григор'євського сільського округу.
У радянські часи село називалося Бактарал, Кім або імені Кім.
Населення — 72 особи (2021; 94 у 2009, 90 у 1999, 119 у 1989).